# Scabrotettix magistralis
Scabrotettix magistralis is een rechtvleugelig insect uit de familie doornsprinkhanen (Tetrigidae). De wetenschappelijke naam van deze soort is voor het eerst geldig gepubliceerd in 1900 door Brunner von Wattenwyl.